# Vrachonisída Kounoúpoi
Vrachonisída Kounoúpoi är en ö i Grekland.   Den ligger i prefekturen Nomós Dodekanísou och regionen Sydegeiska öarna, i den sydöstra delen av landet, 290 km sydost om huvudstaden Aten. Arean är 1,8 kvadratkilometer.
Terrängen på Vrachonisída Kounoúpoi är platt. Öns högsta punkt är 82 meter över havet. Den sträcker sig 2,1 kilometer i nord-sydlig riktning, och 1,7 kilometer i öst-västlig riktning.